# 水穂大橋

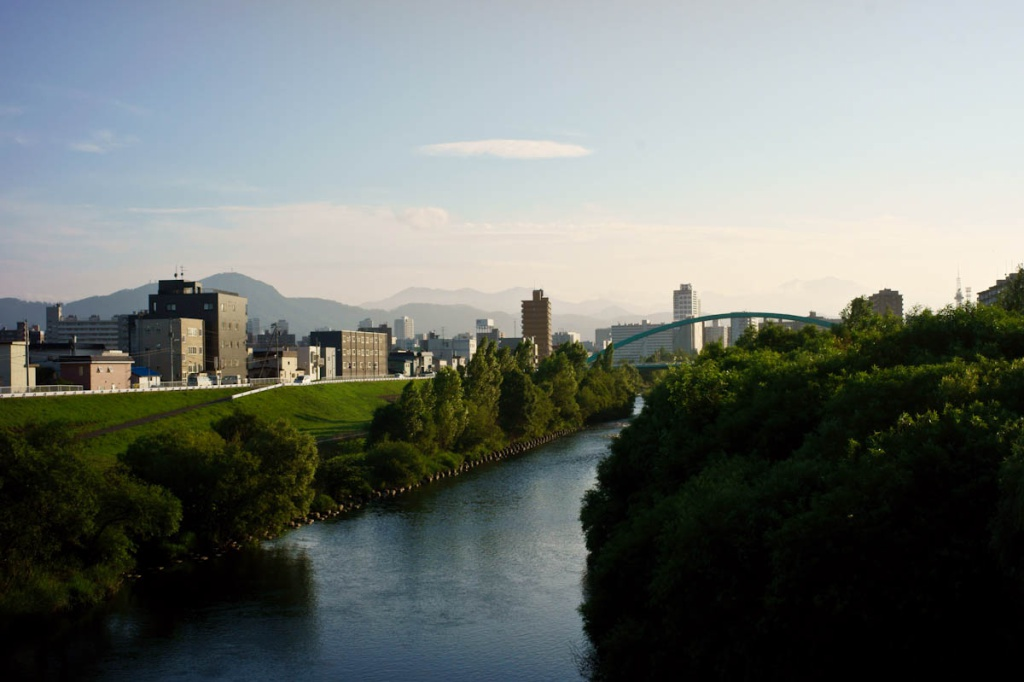
東橋から見た水穂大橋（2010年7月）

水穂大橋（みずほおおはし）は、札幌市の豊平川にかかる橋。

## 概要
1986年（昭和61年）に開通し、南郷通の橋となっている。名称は菊水（白石区）の「水」と苗穂（中央区）の「穂」を合わせたものである。
付近の豊平川が屈曲して川幅が狭くなっていることから川の中に橋脚を作らない設計と、都市景観に配慮するため北海道内で初めてとなる「鋼床版バスケットハンドル形ニールセンローゼ橋」を採用した。歩道の中央部には休憩スペースを設けている。
塗装色は札幌市の「都市景観委員会」に諮問したが、一般市民や中央区と豊平区の小学生によるアンケート調査の結果を踏まえて検討され、手稲山や藻岩山の背景にマッチした「ライトブルーグリーン」に決定した。
アーチ橋の上弦材により、着氷雪が通行車両の振動や気温の変化などに伴い車道に落ちてくる事故が報告されている。ヒーティング装置を取り付けて融雪するなどの対策を講じている。

## 周辺
中央区
- 札幌市水道局
- 北海道歯科医師会